# Бътлър (окръг, Кентъки)
Вижте пояснителната страница за други значения на Бътлър.
Окръг Бътлър (на английски: Butler County) е окръг в щата Кентъки, Съединени американски щати. Площта му е 1119 km², а населението - 13 010 души (2000). Административен център е град Моргантаун.